# Капці

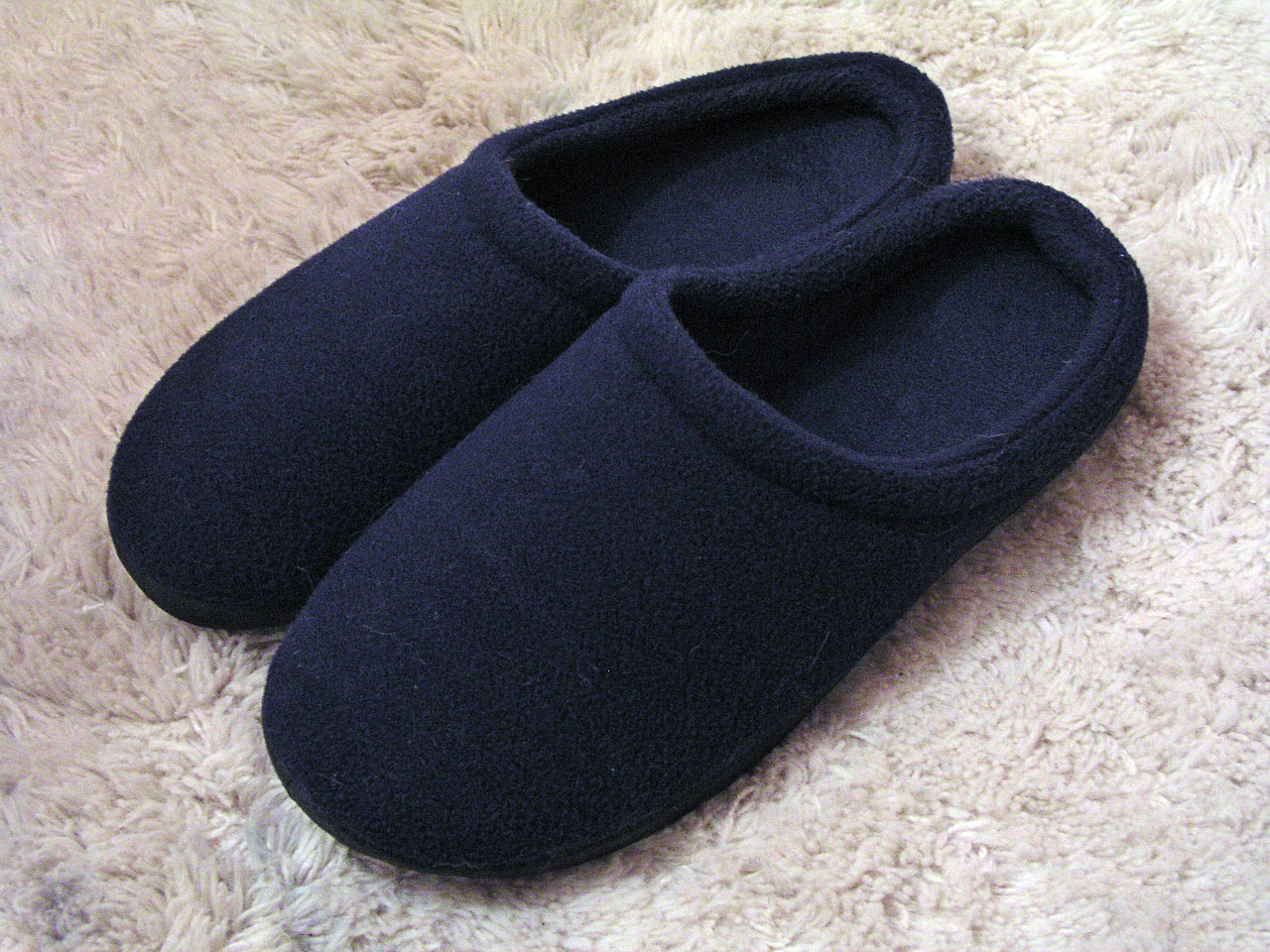
Пара капців

Ка́пці (однина ка́пець; від пол. kapeć), панто́флі (однина панто́фля і панто́фель; від фр. pantoufle), також розм. та́почки (однина та́почка; від рос. тапочки), розм. ви́ступці (одн. ви́ступець) — вид легкого і м'якого домашнього взуття.
Капці без закаблуків зазвичай називають шльопанці (схоже традиційне взуття в східних народів заведено називати «пати́нками»).
Капці зазвичай виготовляються з м'якої тканини, шкіри тощо. Взуття подібного крою відоме з давніх часів. Деякі види, особливо що призначені для відвідування ванни, басейну та інших вологих місць, робляться з гуми або пластмаси. Підошва у них зазвичай тонка і не надає серйозного захисту для ноги. У готелях, лазнях тощо, використовуються одноразові капці.

## Види домашнього взуття
Пантофлі — М'які кімнатні туфлі, звичайно без закаблуків.
Шльопанці. Наймасштабніша група домашніх капців. З роками вдосконалюються моделі, змінюється декор, але принцип конструкції залишається. Перевага шльопанців в тому, що їх дуже легко надягати і знімати.
Закриті шльопанці. Різновид шльопанців, тільки з задником. Як правило, виготовляються з більш щільного матеріалу, ніж відкриті моделі (з повсті, вовни). Призначені для людей з порушеннями опорно-рухового апарату, або ж просто похилого віку.
Кімнатні чобітки. Ці капці дійсно мають «зовнішність» чобіт, але виготовлені з простіших, дихальних і легких матеріалів: трикотажної тканини, вовни, велюрових ниток. Розрізняють літні і зимові моделі. Для літніх — характерна повітряна, «дірчаста» в'язка, зимові ж роблять на хутрі.
Домашнє взуття 3D. Капці в формі різних звіряток, м'яких іграшок, повстяних машинок і героїв казок стали популярні ще у 1990-х роках. Виробники подібної новинки спочатку розраховували, що основним споживачем їхнього товару будуть діти (або, якщо точніше, турботливі батьки, які не зможуть пройти мимо такої милої речі). Але незабаром кімнатне взуття — об'ємне і разом з тим комфортне — завоювало серця самих дорослих.
Сандалії. Легке відкрите взуття з гуми, шкіри або тканини, призначене для зручності відпочинку, в літній сезон. Найчастіше використовується чоловіками.
В'єтнамки. Капці «фліп-флоп» не створені для того, щоб зігрівати ногу в холодну пору року. Але їх головна перевага в тому, що нога в них легко ковзає. Корисні вони можуть бути на пляжі, в будинку або у дворі влітку, або в жаркому кліматі.
Капці-уггі. Відомий бренд «UGG» спеціалізується не тільки на теплому зимовому взутті, але і на комфортних домашніх капцях. Піку популярності це взуття досягло після 2000 року. На відміну від зимових моделей, кімнатні уггі легші, яскраві, але незмінно утеплені зсередини овчиною. Можуть бути як у формі укорочених чобіт, так і капців без задників (сабо).
Мокасини. Капці, за мотивами шкіряних мокасин індіанських племен. Індіанці їх робили зі шкіри оленя. Для капців використовують м'який синтетичний матеріал (верх) і жорстку підошву.
Капці-шкарпетки (або пінетки). За конструкцією пінетки це ті ж шкарпетки, тільки в кілька разів товщі, ніж звичайний трикотаж, з підошвою (тонка шкіра, замша або більш щільна в'язка з використанням силіконової нитки).

## Прислів'я
- Хто перший встав, того й капці — отримує що-небудь той, хто першим до нього добереться.